# Pedrinyà (La Pera)
Pedrinyà es una entidad de población española del municipio de La Pera, perteneciente a la provincia de Gerona, en la comunidad autónoma de Cataluña.

## Toponimia
El nombre del lugar puede encontrarse referido con las variantes Pedriñá y Pedrinyà.

## Historia
A mediados del siglo XIX el lugar, ya por entonces perteneciente a La Pera, tenía contabilizada una población de 42 habitantes. Aparece descrito en el decimosegundo volumen del Diccionario geográfico-estadístico-histórico de España y sus posesiones de Ultramar de Pascual Madoz de la siguiente manera:

PEDRIÑÁ: ald. en la prov., part. jud. y dióc. de Gerona (2 leg.), aud. terr., c. g. de Barcelona (15), forma ayunt. con la Pera del part. de La Bisbal; tiene una capilla dedicada á San Andrés aneja de la parr. de otro pueblo, y 10 casas de pocas comodidades. pobl.: 9 vec., 42 alm. cap. prod.: 660,000. imp.: 16,500.
(Madoz, 1849, p. 738)

En 2022 la entidad singular de población tenía empadronados 20 habitantes.

## Patrimonio
En el lugar hay una capilla bajo la advocación de San Andrés.